# Маленькі жінки (фільм, 2019)
«Маленькі жінки» (англ. Little Women) — американський драматичний фільм 2019 року режисерки Ґрети Ґервіґ. Це сьома повнометражна екранізація однойменного роману Луїзи Мей Олкотт 1868 року. У головних ролях знялися Сірша Ронан, Емма Вотсон, Флоренс П'ю, Елайза Сканлен, Тімоті Шаламе, Лора Дерн і Меріл Стріп. Вихід картини в американському прокаті відбувся 25 грудня 2019 року, в українському — 30 січня 2020 року.

## Сюжет
Фільм розповідає про дорослішання чотирьох сестер Марч, що живуть в 1860-х роках у Новій Англії в часи Громадянської війни в США.

## Акторський склад
- Сірша Ронан — Джо Марч
- Емма Вотсон — Мег Марч
- Флоренс П'ю — Емі Марч
- Еліза Сканлен — Бет Марч
- Тімоті Шаламе — Теодор «Лорі» Лоуренс
- Лора Дерн — Мармі Марч
- Меріл Стріп — тітка Марч
- Боб Оденкерк — містер Марч
- Луї Гаррель — Фрідріх Байєр
- Джеймс Нортон — Джон Брук
- Кріс Купер — містер Лоуренс
- Трейсі Леттса — містер Дешвуд
- Хедлі Робінсон — Саллі Гардінер Моффат
- Еббі Квін — Енні Моффат

## Виробництво

### Розробка
В жовтні 2013 року компанія Sony Pictures повідомила про намір зняти нову екранізацію книги «Маленькі жінки». У березні 2015 року продюсером фільму стала Емі Паскаль, а написання сценарію було доручено Сарі Поллі, яка також розглядалася як потенційний режисер фільму. В серпні 2016 року продюсери найняли Ґрету Ґервіґ, щоб переписати чернетку Поллі. У червні 2018 року на хвилі успіху фільму «Леді Бьорд» Ґервіґ була призначена режисером «Маленьких жінок».

### Підбір акторів
У червні 2018 року стало відомо, що у фільмі зніматимуться Меріл Стріп, Емма Вотсон, Сірша Ронан, Тімоті Шаламе і Флоренс П'ю. У липні 2018 року приєдналася до акторського складу Елія Сканлен, а в серпні — Лора Дерн і Джеймс Нортон. У серпні 2018 року Емма Вотсон була обрана як заміна Еммі Стоун, яка була змушена покинути проєкт через необхідність брати участь у престурі фільму «Фаворитка». У вересні 2018 року до акторського складу приєдналися Луї Гарель, Боб Оденкерк і Кріс Купер. У жовтні 2018 року роль у фільмі отримала Еббі Куїнн.

### Знімання
Основне знімання почали 5 жовтня 2018 року в Бостоні, штат Массачусетс. Додаткові місця знімання включали міста Гарвард і Конкорд, Массачусетс. Дендрарій Арнольда був використаний як місце для знімання сцени, що відбувається в паризькому парку 19 століття. Знімання завершили 15 грудня 2018 року.

### Саундтрек
8 квітня 2019 року було оголошено про те, що музику до фільму напише Олександр Деспла.

### Реліз
Компанія Sony Pictures Releasing випустила фільм в американський прокат 25 грудня 2019 року[джерело?].

### Маркетинг
13 грудня 2018 року Емма Вотсон опублікувала в соціальних мережах фотографію зі знімального майданчика, на якій вона зображена разом із режисеркою-постановницею Ґретою Ґервіґ, акторками Сіршою Ронан, Флоренс П'ю, Елайзою Сканлен і актором Тімоті Шаламе. Шість днів потому Вотсон поділилася ще однією своєю фотографією зі знімання разом з Ґервіґ і Лорі Дерн. 19 червня 2019 року журнал Vanity Fair опублікував перші промо-кадри з фільму. Перший офіційний трейлер фільму вийшов 13 серпня 2019 року.